# Aeroporto di al-Rashidiyya-Moulay Ali Cherif
L'aeroporto Moulay Ali Cherif (in arabo : مطار مولاي علي الشريف) (IATA: ERH, ICAO: GMFK) è un aeroporto situato a al-Rashidiyya, un comune nella regione del Drâa-Tafilalet in Marocco.
L'aeroporto si trova ad un'altezza di 1 045 metri sopra il livello medio del mare. Ha una pista designata 13/31 con una superficie di asfalto che misura dimensionalmente 3 200 per 45 metri.